# Saison 2023 des Aces de Las Vegas
La saison 2023 des Aces de Las Vegas est la 27e saison de la franchise en WNBA et la 6e dans la région de Las Vegas. C'est la deuxième saison sous la direction de Becky Hammon. Les Aces sont championne en titre de la WNBA, après avoir battu le Sun du Connecticut en finale lors de la saison dernière.

## Draft
| Tour | Choix | Joueur         | Poste   | Nationalité | Provenance |
| ---- | ----- | -------------- | ------- | ----------- | ---------- |
| 3    | 36    | Brittany Davis | Meneuse | États-Unis  | Alabama    |

## Matchs

### Pré-saison
| Pré-saison Total: 1-0 (Domicile : 1-0; Extérieur : 0-0) |

| Match | Date match | Équipe   | Score   | Meilleur marqueur | Meilleur rebondeur | Meilleur passeur   | Lieux Spectateurs          | Série |
| ----- | ---------- | -------- | ------- | ----------------- | ------------------ | ------------------ | -------------------------- | ----- |
| 1     | 13 mai     | New York | V 84–77 | Kelsey Plum (22)  | Chelsea Gray (8)   | Peterson, Plum (3) | Michelob Ultra Arena 4 460 | 1 – 0 |

### Saison régulière
| Saison régulière Total: 34-6 (Domicile : 19-1; Extérieur : 15-5) |

| Match | Date match | Équipe        | Score    | Meilleur marqueur | Meilleur rebondeur | Meilleur passeur  | Lieux Spectateurs           | Série |
| ----- | ---------- | ------------- | -------- | ----------------- | ------------------ | ----------------- | --------------------------- | ----- |
| 1     | 20 mai     | @ Seattle     | V 105–64 | Plum, Young (23)  | A'ja Wilson (13)   | Chelsea Gray (6)  | Climate Pledge Arena 11 229 | 1 - 0 |
| 2     | 25 mai     | @ Los Angeles | V 94–85  | Jackie Young (30) | A'ja Wilson (13)   | Chelsea Gray (8)  | Crypto.com Arena 7 314      | 2 - 0 |
| 3     | 27 mai     | Los Angeles   | V 93–65  | A'ja Wilson (23)  | Kiah Stokes (9)    | Chelsea Gray (7)  | Michelob Ultra Arena 10 191 | 3 - 0 |
| 4     | 28 mai     | Minnesota     | V 94-73  | Jackie Young (23) | Candace Parker (8) | Chelsea Gray (10) | Michelob Ultra Arena 7 970  | 4 - 0 |

| Match | Date match | Équipe        | Score    | Meilleur marqueur | Meilleur rebondeur  | Meilleur passeur   | Lieux Spectateurs           | Série  |
| ----- | ---------- | ------------- | -------- | ----------------- | ------------------- | ------------------ | --------------------------- | ------ |
| 5     | 2 juin     | @ Atlanta     | V 92–87  | A'ja Wilson (21)  | Kiah Stokes (7)     | Chelsea Gray (4)   | Gateway Center Arena 3 209  | 5 - 0  |
| 6     | 4 juin     | @ Indiana     | V 84–80  | A'ja Wilson (27)  | A'ja Wilson (10)    | Chelsea Gray (7)   | Gainbridge Fieldhouse 6 131 | 6 - 0  |
| 7     | 6 juin     | @ Connecticut | V 90–84  | A'ja Wilson (23)  | A'ja Wilson (10)    | Chelsea Gray (7)   | Mohegan Sun Arena 4 368     | 7 - 0  |
| 8     | 8 juin     | @ Connecticut | D 77–94  | Kelsey Plum (16)  | Bell, Stokes (5)    | A'ja Wilson (4)    | Mohegan Sun Arena 5 147     | 7 - 1  |
| 9     | 11 juin    | Chicago       | V 93–80  | A'ja Wilson (21)  | A'ja Wilson (10)    | Candace Parker (7) | Michelob Ultra Arena 9 786  | 8 - 1  |
| 10    | 15 juin    | Seattle       | V 96–63  | Jackie Young (28) | A'ja Wilson (12)    | Chelsea Gray (9)   | Michelob Ultra Arena 8 518  | 9 - 1  |
| 11    | 18 juin    | Minnesota     | V 93–62  | Jackie Young (24) | A'ja Wilson (14)    | Gray, Parker (5)   | Michelob Ultra Arena 8 036  | 10 - 1 |
| 12    | 21 juin    | @ Phoenix     | V 99–79  | Jackie Young (23) | A'ja Wilson (12)    | Chelsea Gray (8)   | Footprint Center 11 580     | 11 - 1 |
| 13    | 24 juin    | Indiana       | V 101–88 | A'ja Wilson (28)  | A'ja Wilson (10)    | Chelsea Gray (12)  | Michelob Ultra Arena 8 310  | 12 - 1 |
| 14    | 26 juin    | Indiana       | V 88–80  | Chelsea Gray (25) | Candace Parker (12) | Chelsea Gray (5)   | Michelob Ultra Arena 8 143  | 13 - 1 |
| 15    | 29 juin    | New York      | V 98–81  | Kelsey Plum (18)  | Candace Parker (6)  | Kelsey Plum (8)    | Michelob Ultra Arena 9 587  | 14 - 1 |

| Match                   | Date match  | Équipe        | Score    | Meilleur marqueur | Meilleur rebondeur  | Meilleur passeur   | Lieux Spectateurs           | Série  |
| ----------------------- | ----------- | ------------- | -------- | ----------------- | ------------------- | ------------------ | --------------------------- | ------ |
| 16                      | 1er juillet | Connecticut   | V 102–84 | Kelsey Plum (25)  | Candace Parker (13) | Candace Parker (8) | Michelob Ultra Arena 8 596  | 15 - 1 |
| 17                      | 5 juillet   | Dallas        | V 89–82  | Jackie Young (28) | A'ja Wilson (13)    | Chelsea Gray (6)   | Michelob Ultra Arena 10 177 | 16 - 1 |
| 18                      | 7 juillet   | @ Dallas      | D 78–80  | Kelsey Plum (21)  | Parker, Stokes (6)  | Kelsey Plum (6)    | College Park Center 6 251   | 16 - 2 |
| 19                      | 9 juillet   | @ Minnesota   | V 113–89 | Kelsey Plum (20)  | A'ja Wilson (10)    | Chelsea Gray (10)  | Target Center 7 701         | 17 - 2 |
| 20                      | 11 juillet  | Phoenix       | V 98–72  | Jackie Young (23) | A'ja Wilson (8)     | Chelsea Gray (11)  | Michelob Ultra Arena 10 281 | 18 - 2 |
| 21                      | 12 juillet  | @ Los Angeles | V 97–78  | A'ja Wilson (25)  | A'ja Wilson (12)    | Gray, Young (5)    | Crypto.com Arena 8 085      | 19 - 2 |
| WNBA All-Star Game 2023 |             |               |          |                   |                     |                    |                             |        |
| 22                      | 20 juillet  | @ Seattle     | V 79–63  | A'ja Wilson (23)  | A'ja Wilson (15)    | Chelsea Gray (8)   | Climate Pledge Arena 7 873  | 20 - 2 |
| 23                      | 22 juillet  | @ Minnesota   | V 98–81  | A'ja Wilson (35)  | A'ja Wilson (14)    | Chelsea Gray (11)  | Climate Pledge Arena 7 801  | 21 - 2 |
| 24                      | 25 juillet  | @ Chicago     | V 107–95 | Kelsey Plum (27)  | Kiah Stokes (17)    | Chelsea Gray (9)   | Wintrust Arena 9 025        | 22 - 2 |
| 25                      | 30 juillet  | Dallas        | V 104–91 | Kelsey Plum (28)  | A'ja Wilson (7)     | Chelsea Gray (8)   | Michelob Ultra Arena 10 213 | 23 - 2 |

| Match     | Date match | Équipe       | Score     | Meilleur marqueur | Meilleur rebondeur | Meilleur passeur  | Lieux Spectateurs                    | Série  |
| --------- | ---------- | ------------ | --------- | ----------------- | ------------------ | ----------------- | ------------------------------------ | ------ |
| 26        | 1er août   | Atlanta      | V 93–72   | Jackie Young (24) | A'ja Wilson (11)   | Chelsea Gray (7)  | Michelob Ultra Arena 8 366           | 24 - 2 |
| 27        | 6 août     | @ New York   | D 61–99   | Jackie Young (16) | A'ja Wilson (7)    | Chelsea Gray (6)  | Barclays Center 11 418               | 24 - 3 |
| 28        | 8 août     | @ Dallas     | V 104–84  | A'ja Wilson (28)  | A'ja Wilson (14)   | Kelsey Plum (8)   | College Park Center 5 193            | 25 - 3 |
| 29        | 11 août    | Washington   | V 113–89  | A'ja Wilson (40)  | A'ja Wilson (12)   | Gray, Plum (10)   | Michelob Ultra Arena 9 364           | 26 - 3 |
| 30        | 13 août    | Atlanta      | V 86–65   | A'ja Wilson (21)  | Kiah Stokes (12)   | Chelsea Gray (6)  | Michelob Ultra Arena 8 564           | 27 - 3 |
| CC Finale | 15 août    | Chicago      | D 63–82   | Jackie Young (16) | Gray, Stokes (6)   | Kelsey Plum (6)   | Michelob Ultra Arena 8 967           | N/A    |
| 31        | 17 août    | New York     | V 88–75   | Chelsea Gray (22) | Chelsea Gray (11)  | Chelsea Gray (11) | Michelob Ultra Arena 9 230           | 28 - 3 |
| 32        | 19 août    | Los Angeles  | D 72–78   | A'ja Wilson (25)  | A'ja Wilson (9)    | Chelsea Gray (7)  | Michelob Ultra Arena 10 348          | 28 - 4 |
| 33        | 22 août    | @ Atlanta    | V 112–100 | A'ja Wilson (53)  | Chelsea Gray (9)   | Chelsea Gray (12) | Gateway Center Arena 3 209           | 29 - 4 |
| 34        | 24 août    | @ Chicago    | V 94–87   | Jackie Young (24) | Wilson Young (10)  | Chelsea Gray (10) | Gateway Center Arena 8 084           | 30 - 4 |
| 35        | 26 août    | @ Washington | D 62–78   | Kelsey Plum (21)  | A'ja Wilson (11)   | Chelsea Gray (4)  | Entertainment and Sports Arena 4 200 | 30 - 5 |
| 36        | 28 août    | @ New York   | D 85–94   | Jackie Young (24) | A'ja Wilson (8)    | Chelsea Gray (9)  | Barclays Center 11 615               | 30 - 6 |
| 37        | 31 août    | Washington   | V 84–75   | A'ja Wilson (26)  | A'ja Wilson (11)   | Kelsey Plum (10)  | Michelob Ultra Arena 8 619           | 31 - 6 |

| Match | Date match   | Équipe    | Score    | Meilleur marqueur | Meilleur rebondeur | Meilleur passeur  | Lieux Spectateurs          | Série  |
| ----- | ------------ | --------- | -------- | ----------------- | ------------------ | ----------------- | -------------------------- | ------ |
| 38    | 2 septembre  | Seattle   | V 103–77 | A'ja Wilson (30)  | Kiah Stokes (11)   | Chelsea Gray (9)  | Michelob Ultra Arena 9 319 | 32 - 6 |
| 39    | 8 septembre  | @ Phoenix | V 94–73  | A'ja Wilson (30)  | A'ja Wilson (9)    | Chelsea Gray (12) | Footprint Center 13 206    | 33 - 6 |
| 40    | 10 septembre | Phoenix   | V 100–85 | A'ja Wilson (36)  | A'ja Wilson (8)    | Chelsea Gray (8)  | T-Mobile Arena 17 406      | 34 - 6 |

### Confrontations en saison régulière
| Conférence Est | Conférence Est                           | Conférence Est                           | Conférence Est                           | Conférence Est                           | Conférence Ouest                         | Conférence Ouest                         | Conférence Ouest                         | Conférence Ouest                         | Conférence Ouest                         |
| Équipe         | Domicile                                 | Domicile                                 | Extérieur                                | Extérieur                                | Équipe                                   | Domicile                                 | Domicile                                 | Extérieur                                | Extérieur                                |
| -------------- | ---------------------------------------- | ---------------------------------------- | ---------------------------------------- | ---------------------------------------- | ---------------------------------------- | ---------------------------------------- | ---------------------------------------- | ---------------------------------------- | ---------------------------------------- |
| Atlanta        | 93-72                                    | 86-65                                    | 92-87                                    | 112-100                                  | Dallas                                   | 89-82                                    | 104-91                                   | 78-80                                    | 104-84                                   |
| Chicago        | 93-80                                    |                                          | 107-95                                   | 94-87                                    |                                          |                                          |                                          |                                          |                                          |
| Connecticut    | 102-84                                   |                                          | 90-84                                    | 77-94                                    | Los Angeles                              | 93-65                                    | 72-78                                    | 94-85                                    | 97-78                                    |
| Indiana        | 101-88                                   | 88-80                                    | 84-80                                    |                                          | Minnesota                                | 94-73                                    | 93-62                                    | 113-89                                   | 98-81                                    |
| New York       | 98-81                                    | 88-75                                    | 61-99                                    | 85-94                                    | Phoenix                                  | 98-72                                    | 100-85                                   | 99-79                                    | 94-73                                    |
| Washington     | 113-89                                   | 84-75                                    | 62-78                                    |                                          | Seattle                                  | 96-63                                    | 103-77                                   | 105-64                                   | 79-63                                    |
| Conférence     | 16-4 (Domicile : 10-0; Extérieur : 6-4)  | 16-4 (Domicile : 10-0; Extérieur : 6-4)  | 16-4 (Domicile : 10-0; Extérieur : 6-4)  | 16-4 (Domicile : 10-0; Extérieur : 6-4)  | Conférence                               | 18-2 (Domicile : 9-1; Extérieur : 9-1)   | 18-2 (Domicile : 9-1; Extérieur : 9-1)   | 18-2 (Domicile : 9-1; Extérieur : 9-1)   | 18-2 (Domicile : 9-1; Extérieur : 9-1)   |
| Total          | 34-6 (Domicile : 19-1; Extérieur : 15-5) | 34-6 (Domicile : 19-1; Extérieur : 15-5) | 34-6 (Domicile : 19-1; Extérieur : 15-5) | 34-6 (Domicile : 19-1; Extérieur : 15-5) | 34-6 (Domicile : 19-1; Extérieur : 15-5) | 34-6 (Domicile : 19-1; Extérieur : 15-5) | 34-6 (Domicile : 19-1; Extérieur : 15-5) | 34-6 (Domicile : 19-1; Extérieur : 15-5) | 34-6 (Domicile : 19-1; Extérieur : 15-5) |

## Classements
| Classement | Classement                | Classement | Classement | Classement | Classement | Classement | Classement |
| No         | Franchise                 | Vic.       | Def.       | MJ         | V/D        | GB         |            |
| ---------- | ------------------------- | ---------- | ---------- | ---------- | ---------- | ---------- | ---------- |
| 1          | x - Aces de Las Vegas     | 34         | 6          | 40         | .850       | -          |            |
| 2          | x - Liberty de New York   | 32         | 8          | 40         | .800       | 2          |            |
| 3          | x - Sun du Connecticut    | 27         | 13         | 40         | .675       | 7          |            |
| 4          | x - Wings de Dallas       | 22         | 18         | 40         | .550       | 12         |            |
| 5          | x - Dream d'Atlanta       | 19         | 21         | 40         | .475       | 15         |            |
| 6          | x - Lynx du Minnesota     | 19         | 21         | 40         | .475       | 15         |            |
| 7          | x - Mystics de Washington | 19         | 21         | 40         | .475       | 15         |            |
| 8          | x - Sky de Chicago        | 18         | 22         | 40         | .450       | 16         |            |
|            |                           |            |            |            |            |            |            |
| 9          | o - Sparks de Los Angeles | 17         | 23         | 40         | .425       | 17         |            |
| 10         | o - Fever de l'Indiana    | 13         | 27         | 40         | .325       | 21         |            |
| 11         | o - Storm de Seattle      | 11         | 29         | 40         | .275       | 23         |            |
| 12         | o - Mercury de Phoenix    | 9          | 31         | 40         | .225       | 25         |            |

| 1 | Aces de Las Vegas     | 9 | 1 | 10 | +205 |
| 2 | Wings de Dallas       | 6 | 4 | 10 | +38  |
| 3 | Lynx du Minnesota     | 5 | 5 | 10 | -64  |
| 4 | Sparks de Los Angeles | 5 | 5 | 10 | +6   |
| 5 | Storm de Seattle      | 4 | 6 | 10 | -52  |
| 6 | Mercury de Phoenix    | 1 | 9 | 10 | -134 |